# Koornbeurs (Delft)
De Koornbeurs is een rijksmonument in het centrum van Delft, gelegen op de hoek van de Cameretten en de Voldersgracht. Sinds 1945 is het gebouw in gebruik als sociëteit van OJV de Koornbeurs (vroeger S.S.R. Delft).

## Geschiedenis
De kelder werd gebouwd tussen 1295 en 1413. Boven op de kelder werd een houten hal geplaatst. De kelder werd gebruikt als opslagplaats voor vlees, dat vervolgens werd verhandeld in de hal. De houten hal ging in vlammen op in de stadsbrand van 1536. In 1650 werd er een stenen hal op de kelder gebouwd. Halverwege de 19e eeuw waren de hygiënische omstandigheden sterk verbeterd, waardoor het mogelijk werd om het vlees bij een slager te kopen. De vleeshal verloor haar functie.
In 1871 nam de "Koornbeurs" haar intrek in de vleeshal. Zo kwam de vleeshal aan een nieuwe naam. Tot het begin van de 20e eeuw had het gebouw deze functie. In de jaren erna deed het gebouw nog dienst als champignonkwekerij en als veilingplaats voor eieren en paardenmest.
In 1939 werd de kelder ingericht als commandocentrum voor de Delftse luchtbescherming. De gas- en bomdeuren werden geplaatst, die nog steeds de entree van de kelder vormen. In 1940 namen de Duitsers de kelder in beslag.
De SSRD had na afloop van de oorlog geen eigen sociëteit meer en nam haar intrek in de kelder. Deze werd gebruikt als sociëteitszaal, als mensa, en er werd een bar geplaatst. De vereniging groeide sterk, zodat de kelder te klein werd. In 1954 werd een nieuwe huurovereenkomst gesloten met de gemeente over het gebruik van het hele pand. In de jaren erna vonden enkele interne verbouwingen plaats. Zo werden er enkele trappen geplaatst, zodat vanuit de kelder de eetzaal bereikt kon worden.
Eind jaren 80 was de gemeente voornemens om een slagerijmuseum in het pand te vestigen. Dankzij een intensieve lobby van de StuK (Stuurgroep Koornbeursbehoud) bleef het gebouw behouden voor de vereniging.
Vanaf de jaren 90 werd onderhandeld over de koop van het gebouw, met als conclusie dat Stichting Onderhoud de Koornbeurs (StOK) in 2004 het gebouw kocht van de gemeente en het verhuurde aan de vereniging. In 2005 werd gestart met een uitgebreide restauratie van de gevel en het dak. De gevel aan de kant van de visbanken werd helemaal opnieuw gevoegd. Het zandsteen van de voorgevel werd gereinigd; waar nodig werd nieuw zandsteen aangebracht. De karakteristieke dierkoppen op de voorgevel werden voorzien van nieuwe echte hoorns. In november 2005 was de restauratie officieel klaar.